# 非特定汚染源負荷
非特定汚染源負荷（ひとくていおせんげんふか、英語:Non-point Source）とは、環境負荷のひとつ。特定できない汚染源によってもたらされる負荷である。面源・移動発生源・ノンポイント汚染源とも呼ばれる。
排出源が特定できない環境汚染は、規制によって解決することが難しい。また、全体での汚染が著しくても個別の排出源からの排出がそれぞれ少量である場合、当事者が解決意識に欠けやすいため規制がしにくい。

## 概要
水質
農地からの肥料や農薬、鯉養殖、路面水（油・重金属）など。日本の湖沼などの閉鎖性水域に与えられている汚染物負荷量の半分以上は非特定汚染源からの流入であり、主な排出源は水田・畑地・市街地である。合流式下水道の雨天時越流水や高速道路の路面水、水田・畑地の施肥などに対する対策が検討されている。
大気
自動車排気ガス、タイヤゴム由来の浮遊粒子状物質など。特にSPMに比べ対策が遅れているPM2.5が問題視されている。